# Гильом I (маркграф Намюра)
Гильом I Богатый (фр. Guillaume Ier le Riche; 1324 — 1 октября 1394) — маркграф Намюра с 1337 года. Пятый сын маркграфа Намюра Жана I и Марии д’Артуа.

## Биография
Наследовал своим старшим братьям. Последний из них, Филипп III погиб на Кипре, когда Гильому было тринадцать лет.
Во время Столетней войны воевал на стороне Англии. Благодаря браку со второй женой Екатериной Савойской ему удалось расширить владения маркграфства Намюр. Несмотря на военные обязательства перед Англией, графство жило мирной жизнью до восстания ткачей в 1351 году.
При правлении Гильома I в Намюре развивалось горное и кузнечное дело, а также была проведена модернизация законодательства в целях содействия торговли.
В 1362 году император Священной Римской империи Карл IV хотел сделать графство Намюр вассалом графства Эно, но Гильом I убедил императора сделать Намюр вассалом Священной Римской империи.
Гильом I умер 1 октября 1391 года. Ему наследовал старший сын Гильом II, а после того как тот умер, не оставив наследников, его сменил его младший брат Жан III.

## Браки и дети
1-я жена с 13 февраля 1348 года: Жанна де Бомон (ум. декабрь 1350), графиня Суассона, дочь Жана де Бомон, сеньора де Бомон, вдова Людовика де Шатильона, графа де Блуа. Дети:
- дочь (ум. в детстве).

2-я жена с марта 1352 года: Екатерина Савойская (ум. 18 июня 1388), дочь Людовика II Савойского, сеньора де Во, вдова Аццоне Висконти и Рауля II де Бриенна. От этого брака у них было трое детей:
- Гильом II (22 января 1355 — 10 января 1418), маркграф Намюра с 1391
- Жан III (ум. 1 марта 1429), маркграф Намюра с 1418
- Мария (ум. 11 августа 1412); 1-й муж с 22 августа 1370: Ги II де Шатильон (ум. 22 декабря 1397), граф Блуа и Суассона с 1381; 2-й муж: Глине де Бребан (ум. 1428)

Имел несколько незаконнорождённых сыновей.